# Kościół Wszystkich Świętych w Chludowie
Kościół Wszystkich Świętych – kościół parafii rzymskokatolickiej znajdujący się przy ulicy Kościelnej 3 w Chludowie.

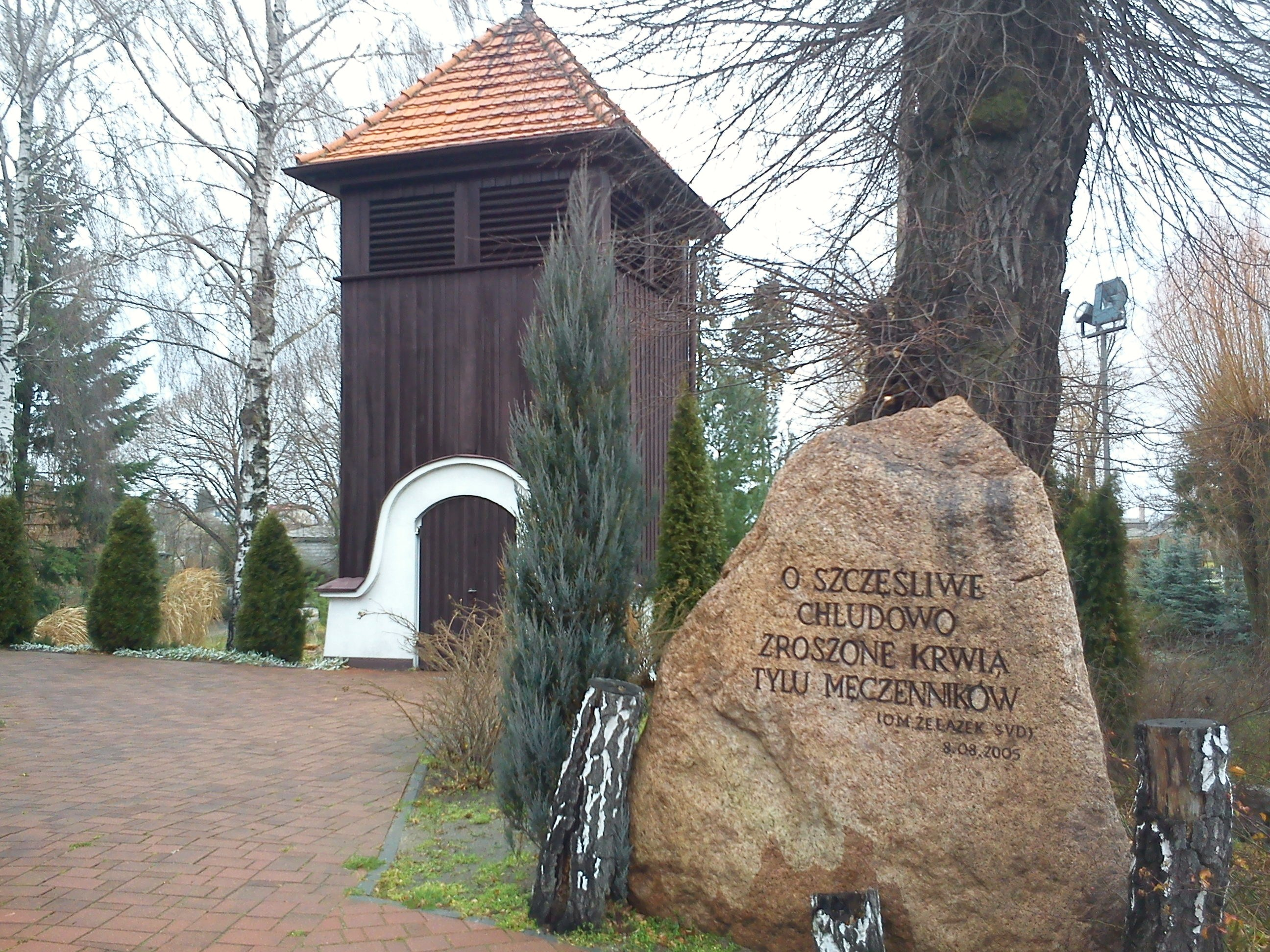
Dzwonnica i głaz pamiątkowy

Zbudowany w 1736 r. z drewna modrzewiowego z fundacji owińskich cysterek w miejscu poprzedniego, spalonego w 1710 r. Poświęcony w 1744 r.przez bpa Józefa Kierskiego – sufragana poznańskiego, w latach 1771 do 1926 filia kościoła cysterek z Owińsk. Salowy z dwiema kaplicami po bokach, tworzącymi rodzaj transeptu. W lewej kaplicy znajduje się obraz Matki Bożej z Dzieciątkiem w towarzystwie świętych Wojciecha i Mikołaja, namalowany na desce lipowej pochodzi z XVI wieku. Kościół został gruntownie wyremontowany w latach 1968 do 70 – wymiana stropów i pokrycia dachu (obecnie dachówka), zostało odnowione i uzupełnione wyposażenia (nowe ławki, boczne ołtarze, ołtarz i ambona posoborowe, konfesjonał, organy – piszczałkowe, pneumatyczne,12-głosowe). Stojąca obok kościoła dzwonnica i wiszące w niej dzwony pochodzą z roku 1936, ufundowane jako wotum wdzięczności parafian za 200 lat kościoła. W grudniu 2008 została wyremontowana wieża oraz zamontowana iluminacja.
Przed kościołem stoi pomnik Jana Pawła II na postumencie kamiennym, z napisem Nie bójcie się być świętymi współczesnego wieku. Przy dzwonnicy umieszczono natomiast głaz pamiątkowy z napisem: O szczęśliwe Chludowo zroszone krwią tylu męczenników / (O M. Żelazek SVD) / 8.08.2005 (fundacji rodziny Ciślaków).
Kościół jest ośrodkiem kultu religijnego parafian jak i odwiedzających go pielgrzymów, którzy modlą się u stóp Królowej Pokoju – Pani Chludowa, która opiekuje się wsią od XVIII wieku. Msze święte są odprawiane codziennie o godz. 18.15, a w niedzielę i święta o 8.00; 9.30 i 11.00 (w okresie wielkiego postu o godz. 15.00 z nabożeństwem gorzkich żali). Uroczystości kościelne uświetniane są przez Zespół Pieśni i Tańca Chludowianie, jak również przez miejscową orkiestrę dętą. Od 1945 roku kościołem i parafią opiekują się misjonarze werbiści, których nowicjat mieści się w Chludowie.